# Scoliocentra troglodytes
Scoliocentra troglodytes är en tvåvingeart som först beskrevs av Friedrich Hermann Loew 1863.  Scoliocentra troglodytes ingår i släktet Scoliocentra och familjen myllflugor. Inga underarter finns listade i Catalogue of Life.